# 2º Comando delle forze di difesa
Il 2º Comando delle forze di difesa (2º COMFOD) dell'Esercito Italiano è stato un demoltiplicatore del Comando delle Forze Operative Terrestri nel quale è inquadrato. La sede del 2º COMFOD è a San Giorgio a Cremano (Napoli). Il Comando è stato sciolto il 5 luglio 2016.

## Compiti e struttura
Durante la sua esistenza, il Comando ha assolto funzioni di difesa del territorio dell'Italia meridionale e delle isole maggiori. Il Comando, retto da un Generale di Corpo d'armata, aveva alle sue dipendenze cinque brigate di differente tipologia, inserite nelle forze di reazione rapida della NATO. La sua struttura aveva la capacità di enucleare un Comando di Divisione proiettabile, costituito dal Comando Divisione "Acqui", la cui sede era la stessa del 2º COMFOD, ed è un comando di proiezione senza unità assegnate.

## Evoluzione
Il 2º Comando delle Forze di difesa è stato costituito a Napoli il 1º gennaio 1998, in seguito alla riforma dell'Esercito Italiano del 1997, con duplice compito di comando demoltiplicatore del COMFOTER e di comando territoriale - operativo. Il 28 aprile 1998 la sede del comando è stata trasferita a San Giorgio a Cremano, nella Caserma Cavalleri dove nel passato avevano avuto la loro sede dapprima la Scuola delle Trasmissioni e, successivamente, il 45º Reggimento Trasmissioni. Il 5 luglio 2016 il Comando è stato sciolto.
All'atto della costituzione il 2º COMFOD aveva la seguente fisionomia organica:
 Brigata meccanizzata "Granatieri di Sardegna"
- Reparto Comando e Supporti Tattici "Granatieri di Sardegna" stanziato a Roma
- 1º Reggimento "Granatieri di Sardegna"
  - 1º Battaglione Granatieri Meccanizzato "Assietta" stanziato a Roma
- 2º Reggimento "Granatieri di Sardegna" stanziato a Spoleto (PG)
  - 2º Battaglione Granatieri Meccanizzato "Cengio" stanziato a Spoleto (PG)
- 1º Reggimento bersaglieri stanziato a Roma
  - 1º Battaglione Bersaglieri "La Marmora" stanziato a Roma
- 8º Reggimento "Lancieri di Montebello" stanziato a Roma
  - 1º Gruppo Blindo Pesanti stanziato a Roma
  - 2º Gruppo Squadroni a Cavallo stanziato a Roma (per cerimonie)
- 33º Reggimento artiglieria semovente stanziato a L'Aquila
  - 33º Gruppo artiglieria da campagna semovente "Terni" stanziato a L'Aquila
- Reparto Sanità "Granatieri di Sardegna" stanziato a Roma (quadro)
- Battaglione Logistico "Granatieri di Sardegna" stanziato a Civitavecchia (RM)

Brigata meccanizzata "Aosta"
- Reparto comando e supporti tattici "Aosta" stanziato a Messina
- 5º Reggimento fanteria "Aosta" stanziato a Messina
  - 5º Battaglione fanteria meccanizzato "Col della Berretta" stanziato a Messina
- 12º Reggimento bersaglieri stanziato a Trapani
  - 23º Battaglione Bersaglieri "Castel di Borgo" stanziato a Trapani
- 62º Reggimento Carri stanziato a Catania
  - 62º Battaglione Carri "MO Jero" stanziato a Catania
- 6º Reggimento "Lancieri di Aosta" stanziato a Palermo
  - 1º Gruppo Squadroni Blindo Pesanti stanziato a Palermo
- 24º Reggimento artiglieria semovente stanziato a Messina
  - 24º Gruppo artiglieria da campagna Semovente "Peloritani" stanziato a Messina
- 4º Reggimento Genio Pionieri stanziato a Palermo
  - 51º Battaglione Genio Pionieri "Simeto" stanziato a Palermo
- Reparto Sanità "Aosta" stanziato a Messina (quadro)
- Battaglione logistico "Aosta" stanziato a Messina

 Brigata corazzata "Pinerolo"
- Reparto comando e supporti tattici "Pinerolo" stanziato a Bari
- 31º Reggimento carri stanziato ad Altamura (BA)
  - 60º Battaglione carri "M.O. Locatelli" stanziato ad Altamura BA)
- 133º Reggimento Carri stanziato a Lecce (quadro)
- 9º Reggimento fanteria "Bari" stanziato a Trani (BA)
  - 9º Battaglione fanteria meccanizzato "Bari" stanziato a Trani (BA)
- 7º Reggimento bersaglieri stanziato a Bari
  - 11º Battaglione Bersaglieri "Caprera" stanziato a Bari
- 131º Reggimento artiglieria semovente stanziato a Foggia
  - 131º gruppo artiglieria da campagna semovente "Vercelli stanziato a Foggia
- Reparto Sanità "Pinerolo" stanziato a Bari (quadro)
- Battaglione logistico "Pinerolo" stanziato a Bari

 Brigata meccanizzata "Sassari"
- Reparto comando e supporti tattici "Sassari" stanziato a Sassari
- 151º Reggimento fanteria "Sassari" stanziato a Cagliari
  - 151º Battaglione fanteria meccanizzato "Sette Comuni" stanziato a Cagliari
- 152º Reggimento fanteria "Sassari" stanziato a Sassari
  - 152º Battaglione fanteria meccanizzato "Sassari" stanziato a Sassari
- 1º Reggimento corazzato stanziato a Capo Teulada (CA)
  - 1º Battaglione corazzato stanziato a Capo Teulada (Addestramento Unità Corazzate)
    - Compagnia carri stanziata a Capo Teulada (CA)
    - Compagnia bersaglieri stanziata a Capo Teulada (CA)
    - Compagnia armi di sostegno stanziata a Capo Teulada (CA)
    - Batteria artiglieria campale semovente stanziata a Capo Teulada (CA)
    - Compagnia Mantenimento stanziata a Capo Teulada (CA)

Supporti Tattici e Logistici
- Reparto Comando 2° FOD stanziato a San Giorgio a Cremano (NA)
- 3º Reggimento "Guardie" stanziato a Orvieto (TR)
  - 3º Battaglione Granatieri Incorporazione Leva "Guardie" stanziato a Orvieto (TR)
- 45º Reggimento "Reggio" stanziato a Macomer (NU)
  - 45º Battaglione Fanteria Addestramento Reclute "Arborea" stanziato a Macomer (NU)
- 60º Reggimento "Calabria" stanziato a Trapani
  - 60º Battaglione Fanteria Addestramento Reclute "Col di Lana" stanziato a Trapani
- 231º Reggimento "Avellino" stanziato ad Avellino
  - 231º Battaglione Fanteria Addestramento Reclute "Avellino" stanziato ad Avellino
- 91º Battaglione Fanteria Addestramento Reclute "Lucania" stanziato a Potenza
- 2º Reggimento Aviazione dell'Esercito "Sirio" stanziato a Sant'Eufemia Lamezia (CZ)
  - 12º Gruppo Squadroni Elicotteri Multiruolo "Gru" stanziato a Lamezia Terme (CZ)
  - 20º Gruppo Squadroni Elicotteri Multiruolo "Andromeda" stanziato a Pontecagnano (SA)
- 21º Reggimento Genio Guastatori stanziato a Caserta
  - 21º Battaglione Genio Guastatori "Timavo" stanziato a Caserta
- 45º Battaglione Trasmissioni "Vulture" stanziato a Napoli (NA)

Nel 2000 la Brigata bersaglieri "Garibaldi", che era inquadrata nel Comando delle forze operative di proiezione venne posta alle dipendenze del 2° FOD, quando, in seguito alla riorganizzazione della struttura NATO, il Comando Forze di Proiezione venne riconfigurto in comando di pianificazione cedendo le sue pedine operative al 1° e al 2º COMFOD, per essere successivamente riorganizzato in Corpo d'Armata di Reazione Rapida andando a costituire il NATO Rapid Deployable Corps - Italy.
Nel 2002 la 3ª Divisione "Celere" dell'Esercito Italiano, affiliata all'Allied Rapid Reactions Corps, il Corpo di Reazione Rapida della NATO trasferì il suo comando da Milano a San Giorgio a Cremano (Napoli) nella sede del 2º COMFOD cambiando la sua denominazione in Comando Divisione "Acqui", con compiti di Comando di pianificazione senza reparti assegnati in tempo di pace, che può essere rischierato anche all'estero nell'ambito di missioni militari di peacekeaping, inquadrando unità a livello di brigata e servizi.
Al Comando Divisione "Acqui" sono affiliati la Brigata bersaglieri "Garibaldi", la Brigata corazzata "Pinerolo", la Brigada Aerotransportada Independente portoghese, il 52º Reggimento artiglieria semovente ed un "cluster" tratto dal 17º Reggimento di artiglieria contraerea "Sforzesca".
Ordine di battaglia 2° FOD
Reparto Comando 2° FOD stanziato a San Giorgio a Cremano (NA)
 Comando Divisione "Acqui" (comando di proiezione senza unità assegnate) stanziato a San Giorgio a Cremano (NA)
 Brigata meccanizzata "Granatieri di Sardegna"
- Reparto Comando e Supporti Tattici "Granatieri di Sardegna" stanziato a Roma
- 1º Reggimento "Granatieri di Sardegna"
  - 1º Battaglione Granatieri Meccanizzato "Assietta" stanziato a Roma - equipaggiato con APC Puma 4x4
  - 2º Battaglione Granatieri Meccanizzato "Cengio" stanziato a Spoleto (PG) - equipaggiato con APC Puma 4x4
  - Banda 1º Reggimento "Granatieri di Sardegna" - Sede: Roma
- Nucleo attivazione 2º Reggimento "Granatieri di Sardegna" (unità quadro) stanziato a Spoleto (PG)
- 8º Reggimento "Lancieri di Montebello" stanziato a Roma
  - 1º Gruppo Squadroni stanziato a Roma - equipaggiato con autoblindo cacciacarri Centauro 8x8 e APC Puma 4x4
  - Centro Ippico Militare

 Brigata meccanizzata "Pinerolo"
- Reparto comando e supporti tattici "Pinerolo" stanziato a Bari
- 9º Reggimento fanteria "Bari" stanziato a Trani (BA)
  - 1º Battaglione stanziato a Trani (BA) - equipaggiato con IFV Freccia 8x8
- 82º Reggimento fanteria "Torino" stanziato a Barletta (BA) 
  - 1º Battaglione stanziato a Barletta (BA) - equipaggiato con IFV Freccia 8x8
- 7º Reggimento bersaglieri stanziato a Bari
  - 10º Battaglione "Bezzecca" stanziato a Bari - equipaggiato con VCC-1 in versione VTT e controcarri e portamortaio M106
- 21º Reggimento artiglieria semovente "Trieste" stanziato a Foggia
  - 1º gruppo artiglieria stanziato a Foggia - equipaggiato con veicolo comando M577, trasporto munizioni M548 e semoventi M109
- 11º Reggimento genio guastatori stanziato a Foggia

Brigata meccanizzata "Aosta"
- Reparto comando e supporti tattici "Aosta" stanziato a Messina
- 5º Reggimento fanteria "Aosta" stanziato a Messina
  - 1º Battaglione stanziato a Messina - equipaggiato con VCC-1 in versione VTT e controcarri e portamortaio M106
- 62º Reggimento Carri stanziato a Catania
  - 1º Battaglione stanziato a Catania - equipaggiato con VCC-1 in versione VTT e controcarri e portamortaio M106
- 6º Reggimento bersaglieri stanziato a Trapani
  - 6º Battaglione bersaglieri "Palestro" stanziato a Trapani - equipaggiato con VCC-1 in versione VTT e controcarri e portamortaio M106
- 6º Reggimento "Lancieri di Aosta" stanziato a Palermo
  - 1º Gruppo Squadroni stanziato a Palermo - equipaggiato con autoblindo Centauro 8x8 e APC Puma 4x4 Iveco LMV
- 24º Reggimento artiglieria semovente stanziato a Messina
  - 1º Gruppo artiglieria stanziato a Messina - equipaggiato con VTLM Lince, veicolo comando M577, trasporto munizioni M548 e semoventi M109

^4º Reggimento genio guastatori stanziato a Palermo
 Brigata meccanizzata "Sassari"
- Reparto comando e supporti tattici "Sassari" stanziato a Sassari
  - Banda Brigata "Sassari" sede Cagliari
- 151º Reggimento fanteria "Sassari" stanziato a Cagliari
  - 1º Battaglione stanziato a Cagliari - equipaggiato con VCC-2 in versione VTT, controcarri e portamortaio M106
- 152º Reggimento fanteria "Sassari" stanziato a Sassari
  - 1º Battaglione stanziato a Sassari - equipaggiato con VCC-2 in versione VTT, controcarri e portamortaio M106
- 3º Reggimento bersaglieri stanziato a Capo Teulada (CA)
  - 18º Battaglione bersaglieri "Poggio Scanno" stanziato a Capo Teulada (CA) - equipaggiato con VCC-2 in versione VTT, e controcarri e portamortaio M106
- 5º Reggimento genio guastatori stanziato a Macomer NU
- Brigata bersaglieri "Garibaldi"
- Reparto comando e supporti tattici "Garibaldi" stanziato a Caserta
  - Fanfara Brigata "Garibald" sede Caserta
- 1º Reggimento bersaglieri stanziato a Cosenza
  - 1º Battaglione "La Marmora" stanziato a Cosenza - equipaggiato con VCC.80 "Dardo" in versione IFV, controcarri e portamortaio
- 8º Reggimento bersaglieri stanziato a Caserta
  - 3º Battaglione "Cernaia" stanziato a Caserta - equipaggiato con VCC.80 "Dardo" in versione IFV, controcarri e portamortaio
- 19º Reggimento "Cavalleggeri Guide" stanziato a Salerno
  - 1º Gruppo Squadroni stanziato a Salerno - equipaggiato con autoblindo cacciacarri Centauro 8x8 e APC Puma 4x4
- 4º Reggimento carri stanziato a Persano SA
  - 1º Battaglione Carri "M.O. Cracco" stanziato a Persano - equipaggiato con carri armati da combattimento Ariete
- 8º Reggimento artiglieria terrestre "Pasubio" stanziato a Persano
  - 1º Gruppo artiglieria semovente stanziato a Persano - equipaggiato con semoventi PzH 2000
- 21º Reggimento genio guastatori stanziato a Caserta